# Il clown della giungla
Il clown della giungla (Clown of the Jungle) è un film del 1947 diretto da Jack Hannah. È un cortometraggio animato realizzato, in Technicolor, dalla Walt Disney Productions, uscito negli Stati Uniti il 20 giugno 1947 e distribuito dalla RKO Radio Pictures.

## Trama
Nelle foreste tropicali del Sud America, Paperino lavora come fotografo degli uccelli. Dopo aver fallito a fotografare un pappagallo e un fenicottero, cerca di farlo con una cicogna, ma viene disturbato da Aracuan. Successivamente Paperino, mentre cerca qualche altro volatile da fotografare, viene preso di mira da Aracuan, che comincia a fargli una serie di scherzi piuttosto pesanti. Alla fine Paperino, stufo degli scherzi, decide di uccidere Aracuan sparandogli con una mitragliatrice. Quando il fumo si dirada, Paperino è scioccato dal vedere Aracuan incolume e la sua attrezzatura fotografica distrutta, e inizia a comportarsi come Aracuan.

## Distribuzione

### Edizioni home video

#### VHS
- Cartoon festival I (settembre 1982, riedita come Cartoons Disney 1 nel 1985)
- VideoParade vol. 6 (aprile 1993)

#### DVD
Il cortometraggio è incluso nel DVD Walt Disney Treasures: Semplicemente Paperino - Vol. 3.